# Молодые люди (фильм, 1961)
«Молодые люди» (исп. Los jóvenes) — мексиканский художественный фильм 1961 года, снятый режиссёром Луисом Алькориса на киностудии «Filmex».
Премьера фильма состоялась 28 сентября 1961 года.

## Сюжет
Двое молодых людей образуют банду и нападают на молодых пары. Лидер банды начинает странные отношения с женщиной-жертвой.

## В ролях
- Тереса Веласкес — Ольга
- Хулио Алеман — Лоренцо Гомес, «Эль Гато»
- Адриана Роэль — Алисия
- Рафаэль дель Рио — Габриэль Соуза
- Дасия Гонсалес — подруга Алисы
- Фанни Шиллер — Кармелита, мать «Эль Гато»
- Мигель Мансано — Дон Фернандо, отец Алисии
- Поло Саласар Флорес
- Оскар Куэйяр — Гектор
- Роса Мария Гальярдо — подруга-блондинка Алисии
- Арселия Ларраньяга
- Мигель Суарес — друг Рауля
- Соня Инфанте — Глория
- Лупе Каррилес — женщина из ломбарда
- Дэвид Хаят
- Мигель Залдивар
- Николас Родригес-младший — друг «Эль Гато»
- Гильермо Эррера — Бобби
- Энрике Рамбаль — Дон Рауль, отец Габриэля
- Кармен Монтехо — Роза, мать Алисии

## Награды
- 1961 — Номинация на премию «Золотой медведь» за лучший полнометражный фильм на 11-м Берлинском международном кинофестивале